# Marie-Madeleine Dieulangard
Pour l’article homonyme, voir Alain Dieulangard.
Marie-Madeleine Dieulangard, née le 19 juillet 1936 à Saint-Nazaire (Loire-Atlantique), est une femme politique française.

## Biographie
Elle démissionne de son mandat de député pour permettre à Claude Évin, dont elle était la suppléante, de siéger au palais Bourbon.

## Détail des fonctions et des mandats
Mandats parlementaires
- 29 juillet 1988 - 9 août 1991 : Députée de la 8e circonscription de la Loire-Atlantique
- 27 septembre 1992 - 30 septembre 2001 : Sénatrice de la Loire-Atlantique